# Cotu Malului
Cotu Malului – wieś w Rumunii, w okręgu Ardżesz, w gminie Leordeni. W 2011 roku liczyła 357 mieszkańców.